# فانسي (أغنية)
«فانسي» هي أغنية لفرقة الفتيات الكورية الجنوبية توايس، اصدرت في 22 أبريل بواسطة جاي واي بي إنترتينمنت، وهي الاغنية الرئيسية لسابع البوم لفرقة الفتيات توايس " Fancy You"، اعتبارًا من سبتمبر 2019،  باعت الاغنية أكثر من 100000 وحدة في الولايات المتحدة، ولديها 202 مليون مشاهدة على اليوتيوب و 71 مليون استماعات على سبوتيفاي. 

## الكتابة والخلفية
شارك في كتابة الاغنية كِل من بلاك آيد بيلسيونج ، الذي كتب العديد من الاغاني لتوايس بما في ذلك الأغنية الفردية الأولى "Like Ooh-Ahh" و "Cheer Up" و "TT" و "Likey". الاغنية من تأليف رادو وتشوي كيو سونج ، إلى جانب جون جوون ، وقد وصف البغض بأنها «أغنية مثيرة وديناميكية وتتميز بنوع جديد من الاغاني» ، «فانسي» هي أغنية مزيجة بين البوب ولحن الكيبوب مع اصوات وغناء العضوات عن الحب ، كلمات الاغنية تكون مثل «أنا لن أسمح لك بالرحيل مطلقًا» و «لا يهم من أحب الآخر أولاً».
وصفت تامارا هيرمان من مجلة بيليبورد الأغنية بأنها «أغنية حافظت على صوت العضوات المذهل بشكل جذري لدرجة الإدمان والاغنية ذو كلمات ولحن جريئ».

## الفيديو الموسيقى
تم تحميل الفيديو الموسيقي لـ «فانسي» عبر اليوتيوب رسميًا في قناة توايس الرسمي في 22 أبريل ، الفيديو الموسيقى ذو الوان كثيرة وتم تصوير الفيديو في اماكن جميلة وخاطفة للأنظار وملونة، يظهرن العضوات بأزياء مختلفة و فساتين من ماركات عالمية مثل شانيل وعدة ازياء جميلة في الفيديو الموسيقى، يتناوب الفيديو الموسيقى البعض من صور منشأة بالحاسوب ، وتُظهر الفرقة اداء تصميم الرقصات القوية.
في نفس اليوم ، أصبح الفيديو الموسيقي السابع أكثر مشاهدة على يوتيوب ، حيث حصل على أكثر من 42.1 مليون مشاهدة في يوم واحد.

## الترويج
أجرن العضوات بثًا مباشرًا على تطبيق V live للاحتفال بعودتهم ، حيث قاموا أيضًا بأداء الكوريغرافيا وهي رقصة الاغنبة الكاملة لأول مرة خلال البث ،  روجت الفرقة أيضًا لـ «فانسي» على العديد من البرامج الموسيقية في كوريا الجنوبية بما في ذلك إم كاونت داون وميوزيك بانك و شوو! أوماك جونشيم و إنكيغايو و شوو تشامبين ، في 25 و 26 و 27 و 28 و 1 مايو ، على التوالي وفازوا بالمركز الأول ثلاث مرات.

## الاداء التجاري
ظهرت «فانسي» في المرتبة الثالثة على كل من مخططات مخطط غاون للموسيقى و كيبوب هوت 100 , كما وصلت للمرتبة الرابعة على كل من قائمة بيلبورد العالمية للمبيعات و بيلبورد هوت اليابان  ، و على المرتبة 17 على مخطط اوراكيون  و مخطط ريكورديد ميوزك إن زيت   ، على التوالي.

## النسخة اليابانية
تم إصدار أغنية "Breakthrough" اليابانية الخامسة للفرقة في 24 يوليو 2019 ، بما في ذلك النسخة اليابانية من «فانسي».  كلمات الأغاني اليابانية كتبها إري أوساناي ، وكذلك المنتجين والكاتبيين بلاك آيد بيلسيونج و جيون جون ، اللذان كتبا أيضًا كلمات الاغنية الكورية الأصلية.